# 전술 교리
전술 교리(戰術敎理, Tactics doctrine)는 군사 작전에서 전투를 효율적으로 수행하기 위한 원칙과 방법을 체계적으로 정리한 이론적 틀을 의미한다. 이는 특정 전투 상황이나 환경에 맞춰 군사적 목표를 달성하기 위해 필요한 기술적, 전략적 접근을 설명한다. 전술 교리는 일반적으로 부대의 구성, 병력 운용, 무기 사용, 정보 수집, 그리고 적의 전술에 대한 대응 전략 등을 포함하며, 이를 통해 전투의 승패를 결정짓는 중요한 요소들을 규명한다.
전술 교리는 역사적인 전투 경험과 연구를 바탕으로 발전하며, 군사 전문가들에 의해 지속적으로 수정되고 보완된다. 또한, 특정 시대의 군사적 요구에 맞추어 변형될 수 있으며, 현대 전쟁에서는 기술 발전과 정보화 사회의 변화에 따라 새로운 전술적 접근이 필요하다.
전술 교리의 목표는 전투의 효율성을 극대화하고, 적의 전략을 분쇄하는 데 있다. 따라서 각국의 군대는 자국의 특성에 맞는 전술 교리를 발전시키고 이를 훈련과 교육을 통해 전파하고 있다.